# Jaume Riera i Sans
Jaume Riera i Sans (Sant Feliu de Llobregat, 28 de agosto de 1941 – Tarragona, 2 de agosto de 2018 ) fue un filólogo, traductor, archivero e historiador medievalista catalán. Entre sus investigaciones destaca el estudio de los judíos catalanes de la Edad Media.
Recibió formación en el Seminario de Barcelona. Posteriormente, estudió y se licenció en Filosofía y Letras en la Universidad de Barcelona (1969) y fue archivero de profesión desde 1979, formando parte del Cuerpo Facultativo de Archiveros, Bibliotecarios y Arqueólogos del Estado. Jaume Riera fue archivero y secretario del Archivo de la Corona de Aragón y el primer presidente de la Asociación de Estudiosos del Judaísmo Catalán, fundada en 1985. De esa época data la publicación de la revista Calls, de cuyo consejo de redacción formó parte entre 1985 y 1990. Riera destacó en la labor de transcripción y publicación de documentos medievales de archivo escritos en hebreo.
Se ocupó de la edición y traducción de múltiples obras medievales. Sus ediciones de textos de interés literario e histórico comenzaron con la del proceso criminal de 1410 contra el caballero Arnau Albertí (El caballero y la alcahueta, 1973). Se ocupó de la transliteración de textos aljamiados catalanes (Cantos de boda de los judíos catalanes, 1974) y editó también las traducciones catalanas del Libro de Job, de Jeroni Conques (1976), del XVIII, de La muerte de Aristóteles: versión cuatrocentista del 'Libero de Pomo ' (1981), del Libro de virtuosas costumbres de Séneca, traducido por Martí de Viciana (1987), y de la Biblia del siglo XIV: Éxodo, Levítico (2004). También hizo la versión del texto Una recopilación de oraciones en catalán de los conversos judíos (1980). En 1981 participó en la constitución de la “Biblioteca Escriny: Colección de textos medievales breves”, de la que se publicaron nueve volúmenes.
En septiembre de 1991, Jaume Riera presentó una ponencia en el congreso de la Asociación Internacional de Lengua y Literatura Catalanas, celebrado en Alicante, en la que defendió la tesis de la falsificación de diversas obras de la literatura medieval, y específicamente citó el caso de la novela catalana Curial e Güelfa, afirmando que no es del siglo XV, como se daba por sentado hasta entonces, sino obra de su presunto descubridor, el estudioso Manuel Milà i Fontanals (1818-1884). Esta afirmación, que más adelante reproduciría en un artículo, levantó una gran controversia entre los estudiosos, que se dividieron entre el apoyo y la detracción de la tesis de Riera. Incluso, la Biblioteca Nacional de España intervino en la defensa de la autenticidad de la obra, de cuyo manuscrito único es depositaria. Posteriormente, ha continuado la polémica en torno a estas afirmaciones de Riera.
Sus últimas publicaciones fueron Els poders públics i les sinagogues (segles XIII-XV) (2006), Els jueus de Girona i la seva organització (segles XII-XV) (2012) y Sodomites catalans: història i vida (segles XIII-XVIII) (2014).